# AHL 1965/66
Die Saison 1965/66 war die 30. reguläre Saison der American Hockey League (AHL). Während der regulären Saison bestritten die neun Teams der Liga jeweils 72 Spiele. Die sechs besten Mannschaften der AHL spielten anschließend in einer Play-off-Runde um den Calder Cup.

## Reguläre Saison

### Abschlusstabellen
Abkürzungen: GP = Spiele, W = Siege, L = Niederlagen, T = Unentschieden, OTL = Niederlage nach Overtime, GF = Erzielte Tore, GA = Gegentore, Pts = Punkte

Erläuterungen: In Klammern befindet sich die Platzierung innerhalb der Conference;       = Playoff-Qualifikation,       = Division-Sieger,       = Conference-Sieger

#### Reguläre Saison
| East Division       | GP | W  | L  | T | GF  | GA  | Pts |
| ------------------- | -- | -- | -- | - | --- | --- | --- |
| As de Québec        | 72 | 47 | 21 | 4 | 337 | 226 | 98  |
| Hershey Bears       | 72 | 37 | 30 | 5 | 268 | 232 | 79  |
| Springfield Indians | 72 | 31 | 38 | 3 | 207 | 235 | 65  |
| Baltimore Clippers  | 72 | 27 | 43 | 2 | 212 | 254 | 56  |
| Providence Reds     | 72 | 20 | 49 | 3 | 184 | 310 | 43  |

| West Division       | GP | W  | L  | T | GF  | GA  | Pts |
| ------------------- | -- | -- | -- | - | --- | --- | --- |
| Rochester Americans | 72 | 46 | 21 | 5 | 288 | 221 | 97  |
| Cleveland Barons    | 72 | 38 | 32 | 2 | 243 | 217 | 78  |
| Pittsburgh Hornets  | 72 | 38 | 33 | 1 | 236 | 218 | 77  |
| Buffalo Bisons      | 72 | 29 | 40 | 3 | 215 | 243 | 61  |

### Beste Scorer
Abkürzungen: GP = Spiele, G = Tore, A = Assists, Pts = Punkte, +/- = Plus/Minus, PIM = Strafminuten; Fett: Saisonbestwert
| Spieler         | Team                | GP | G  | A  | Pts | PIM |
| --------------- | ------------------- | -- | -- | -- | --- | --- |
| Dick Gamble     | Rochester Americans | 71 | 47 | 51 | 98  | 22  |
| Cleland Mortson | As de Québec        | 65 | 33 | 62 | 95  | 56  |
| Gerry Ehman     | Rochester Americans | 70 | 39 | 49 | 88  | 28  |
| Jim Pappin      | Rochester Americans | 63 | 36 | 51 | 87  | 116 |
| Bob Courcy      | Cleveland Barons    | 72 | 26 | 60 | 86  | 10  |
| Gene Ubriaco    | Hershey Bears       | 72 | 42 | 44 | 86  | 18  |
| Mike Walton     | Rochester Americans | 68 | 35 | 51 | 86  | 67  |
| Gord Labossiere | As de Québec        | 63 | 31 | 51 | 82  | 137 |
| Wayne Hicks     | As de Québec        | 72 | 32 | 49 | 81  | 24  |
| Gerry Melnyk    | Buffalo Bisons      | 69 | 18 | 61 | 79  | 10  |

## Calder-Cup-Playoffs

### Modus
Für die Play-offs qualifizierten sich die sechs besten Mannschaften der American Hockey League. In der ersten Play-off-Runde traf jeweils der Zweite der Eastern bzw. Western Division auf den Dritten und die beiden Divisionsgewinner trafen aufeinander. Die beiden Sieger aus den Duellen der Mannschaften auf den Plätzen zwei und drei trafen daraufhin in der zweiten Runde aufeinander, während der Gewinner aus dem Duell der beiden Divisionsgewinner durch ein Freilos automatisch für das Finale qualifiziert war. Die ersten beiden Play-off-Runden fanden im Modus Best-of-Five statt, wobei die beiden Divisionsgewinner im Modus Best-of-Seven um die Finalteilnahme spielten. Das Finale selbst wurde ebenfalls im Modus Best-of-Seven ausgespielt.

### Play-off-Übersicht

#### Erste Runde
- (W1) Rochester Americans – (E1) As de Québec 4:2
- (E3) Springfield Indians – (E2) Hershey Bears 3:0
- (W2) Cleveland Barons – (W3) Pittsburgh Hornets 3:0

#### Zweite Runde
- (W1) Freilos für die Rochester Americans
- (W2) Cleveland Barons – (E3) Springfield Indians 3:0

#### Finale
- (W1) Rochester Americans – (W2) Cleveland Barons 4:2

### Calder-Cup-Sieger
| Calder-Cup-Sieger Rochester Americans | Torhüter: Bobby Perreault, Gary Smith Verteidiger: Al Arbour, Don Cherry, Darryl Edestrand, Duane Rupp, Darryl Sly Angreifer: Norm Armstrong, Brian Conacher, Les Duff, Gerry Ehman, Dick Gamble, Bronco Horvath, Larry Jeffrey, Ed Litzenberger, Jim Pappin, Stan Smrke, Mike Walton Cheftrainer: Joe Crozier General Manager: Joe Crozier |

## Vergebene Trophäen

### Mannschaftstrophäen
| Auszeichnung                                                            | Team                |
| ----------------------------------------------------------------------- | ------------------- |
| Calder Cup Gewinner der AHL-Playoffs                                    | Rochester Americans |
| F. G. „Teddy“ Oke Trophy Bestes Team der East Division, Reguläre Saison | As de Québec        |
| John D. Chick Trophy Bestes Team der West Division, Reguläre Saison     | Rochester Americans |

### Individuelle Trophäen
| Auszeichnung                                                                  | Spieler      | Team                |
| ----------------------------------------------------------------------------- | ------------ | ------------------- |
| Les Cunningham Award MVP der regulären Saison                                 | Dick Gamble  | Rochester Americans |
| John B. Sollenberger Trophy Bester Scorer                                     | Dick Gamble  | Rochester Americans |
| Dudley „Red“ Garrett Memorial Award Bester Rookie                             | Mike Walton  | Rochester Americans |
| Eddie Shore Award Bester Verteidiger                                          | Jim Morrison | As de Québec        |
| Harry „Hap“ Holmes Memorial Award Torhüter mit dem geringsten Gegentorschnitt | Les Binkley  | Cleveland Barons    |